# Каракокша (село)
Каракокша — село в Чойском районе Республике Алтай России. Административный центр Каракокшинского сельского поселения.

## География
Расположено к юго-востоку от Горно-Алтайска, в долине реки Саракокши (приток Бии), в месте впадения реки Каракокши.

## История
В соответствии с Законом Республики Алтай от 13 января 2005 года № 10-РЗ «Об образовании муниципальных образований, наделении соответствующим статусом и установлении их границ» Каракокша возглавило образованное Каракокшинское сельское поселение.

## Население
| 2010 | 2011  | 2012  | 2013  | 2014  | 2015  | 2016  |
| ---- | ----- | ----- | ----- | ----- | ----- | ----- |
| 1338 | →1338 | ↗1360 | ↗1391 | ↘1379 | ↗1393 | ↘1351 |

## Инфраструктура
МОУ Каракокшинская средняя общеобразовательная школа
Стадион
Туристическая база «Радуга»

## Транспорт
Стоит на автодороге общего пользования 84К-43 «Паспаул — Каракокша — Красносельск».